# Kisra (Fladenbrot)

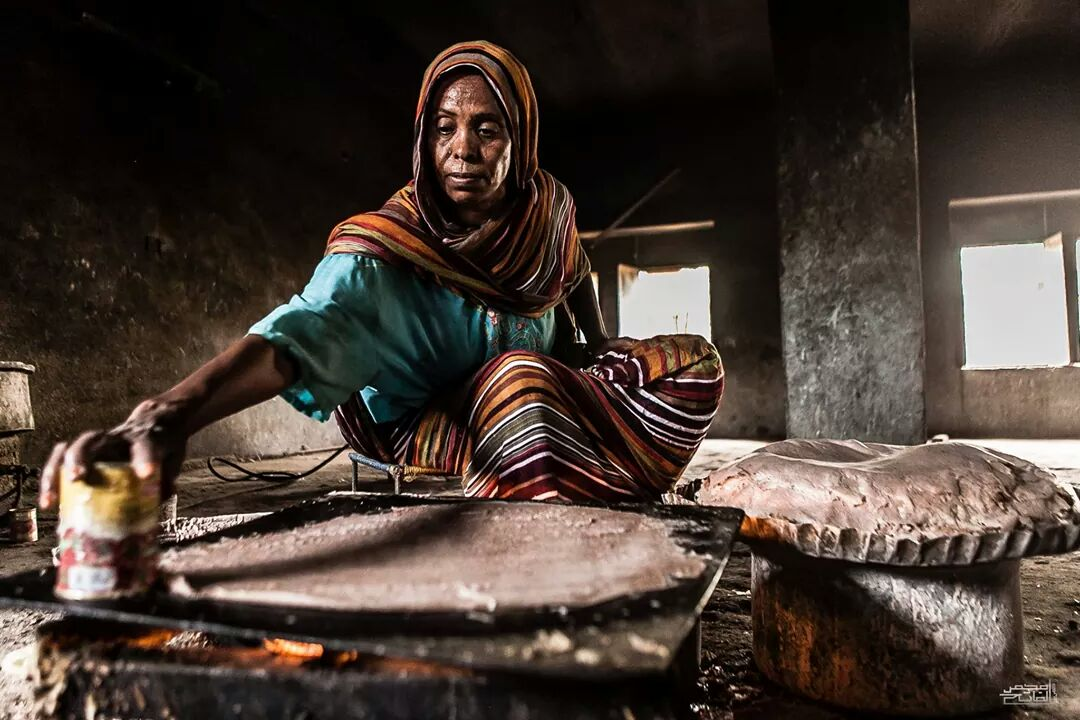
Eine Frau in Sudan bereitet kisra zu.

Kisra (arabisch كسره‎, auch: kissra) ist ein verbreitetes, dünnes Fladenbrot aus fermentiertem Teig
, welches im Tschad, im Sudan und im Südsudan zubereitet wird. Es wird aus Durra- (Sorghum) oder Weizen-Mehl hergestellt. Es gibt zwei unterschiedliche Formen: kisra rhaheeefa, dünne, gebackene Fladen, ähnlich den Injera oder Laxoox; sowie kisra aseeda oder aceda, eine Form von Brei. Letzteres wird gewöhnlich zusammen mit einem Fleisch- und Gemüseeintopf, dem mullah serviert. 1995 verzehrten die Menschen im damals noch ungeteilten Sudan geschätzt 18.000 bis 27.000 t Sorghum-Mehl jährlich in Form von kisra.